# 석문동천

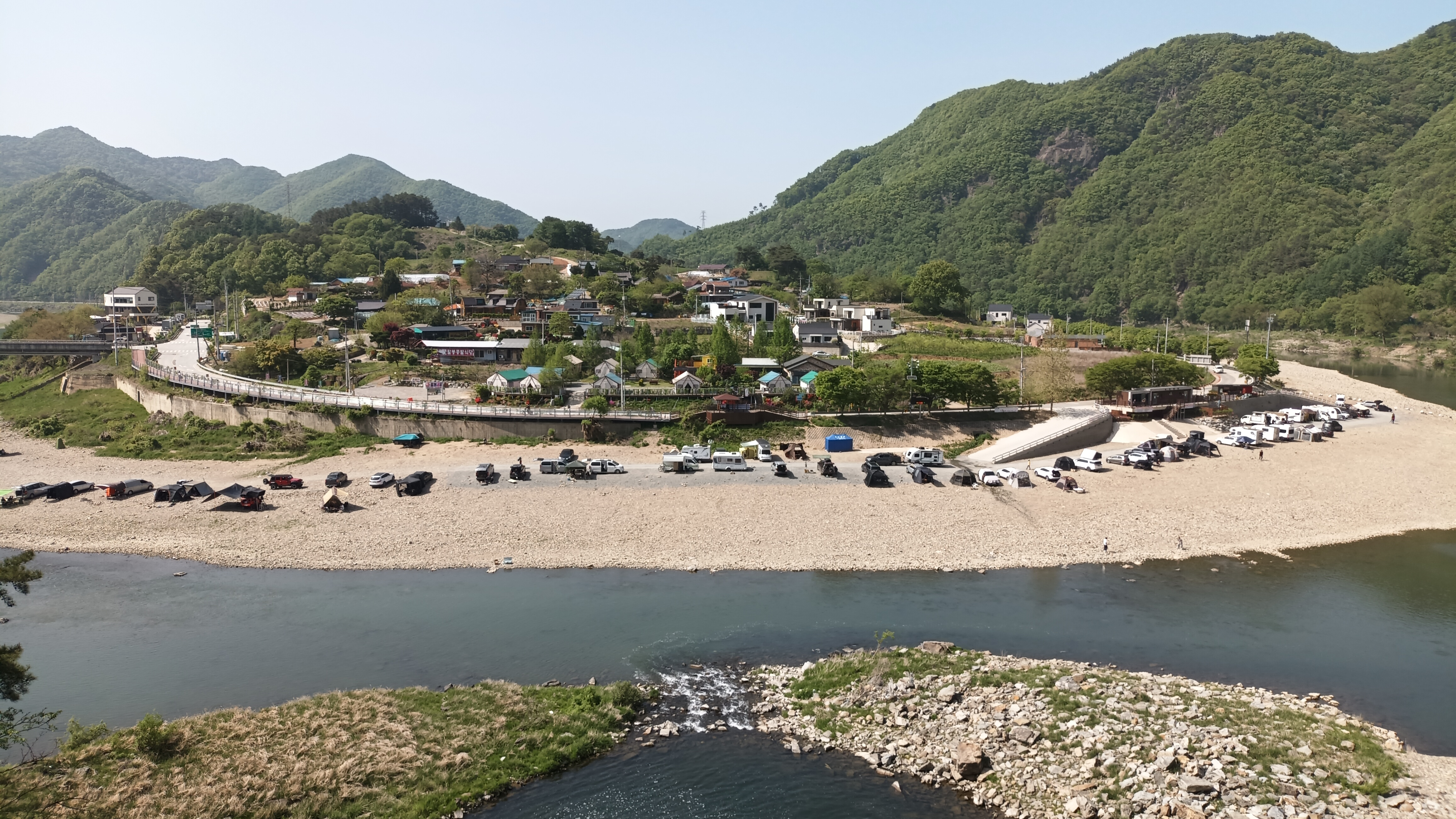
석문동천과 달천이 합류하는 수주팔봉 맞은편의 캠핑장

석문동천은 충청북도 충주시 수안보면에서 발원하여 충청북도 충주시 살미면에서 달천에 유입되는 길이 22.5km의 지방하천이다. 석문동천 인근 관광지로는 석문동천의 상류지역에 위치한 수안보온천과 달천과의 합수부 지점에 위치한 수주팔봉이 있다.

## 같이 보기
- 달천
- 수주팔봉